# 完顏宗美
完顏宗美（？—1150年），为金朝宗室，金太宗的儿子。女真名胡里甲。
天眷元年（1138年），完顏宗美被金熙宗封为丰王。天德二年（1150年）完颜亮让他和完颜宗本到宫中击球，命左卫将军徒单特思等人杀死完颜宗本和判大宗正事完颜宗美。宗美临死神色不变。益都尹毕王完顏宗哲、平阳尹完顏禀、左宣徽使完顏京等，全家屠杀。大定二年（1162年），完顏宗美被金世宗追封卫王。

## 資料
- 《金史》卷七十六 列传第十四 太宗诸子